# キアシシギ
キアシシギ（黄足鴫、学名：Tringa brevipes）は、チドリ目シギ科に分類される鳥の一種。シギの仲間である。その名前の由来は、足が黄色いことから。以前はキアシシギ属とされていたが、最近の研究でクサシギ属とされた。

## 分布
シベリア北東部やカムチャツカ半島などで繁殖し、冬季は東南アジア、ニューギニア、オーストラリアに渡りをおこない越冬する。
日本では旅鳥として、北海道から沖縄までの各地で、春は4月から5月、秋は他のシギ・チドリよりも早く７月下旬から観察され始め、10月ごろまでごく普通に観察される。九州や南西諸島では、越冬する個体もある。

## 形態
全長は約25cm、翼開長は約55 cm。成鳥夏羽は、体の上面が灰褐色で眉斑、頬、体の下面は白色。顔から頸にかけては灰褐色の縦斑が、脇から胸にかけては横斑がある。成鳥冬羽は、体の下面が淡い灰褐色になり、体の下面の斑は不鮮明になる。
雌雄同色である。
足は黄色で、他のシギに比べて短めである。嘴は黒く、基部は灰色がかった黄色。

## 生態
非繁殖期には、砂浜や干潟、磯、水田などに生息する。群れで行動することが多い。海岸部からかなり離れた河川でも観察されることもあるが、この場合、単独か多くても数羽のことが普通である。繁殖期は樹木の疎らな草原や川原、小石が混じったツンドラ地帯に生息する。
水深の浅い場所を歩きながら、カニや昆虫類などを食べる。防波堤、テトラポット、海岸の石の上などで休む。
地上に営巣するが、木の上のツグミの古巣に営巣した例もある。20世紀始めまで、本種の巣は未発見だった。通常4卵を産む。
ピュイピュイとすんだ声で鳴いたり、飛びながらピュイーと鳴く。

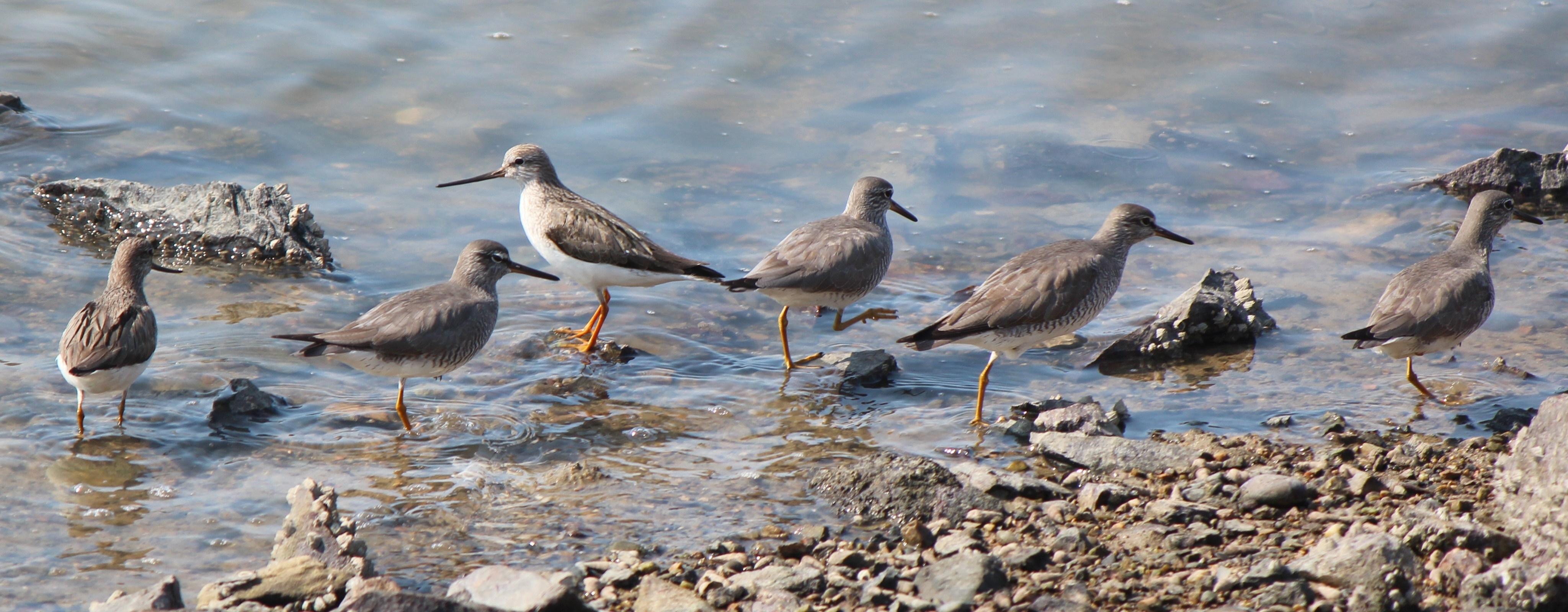
海岸を歩く群れ
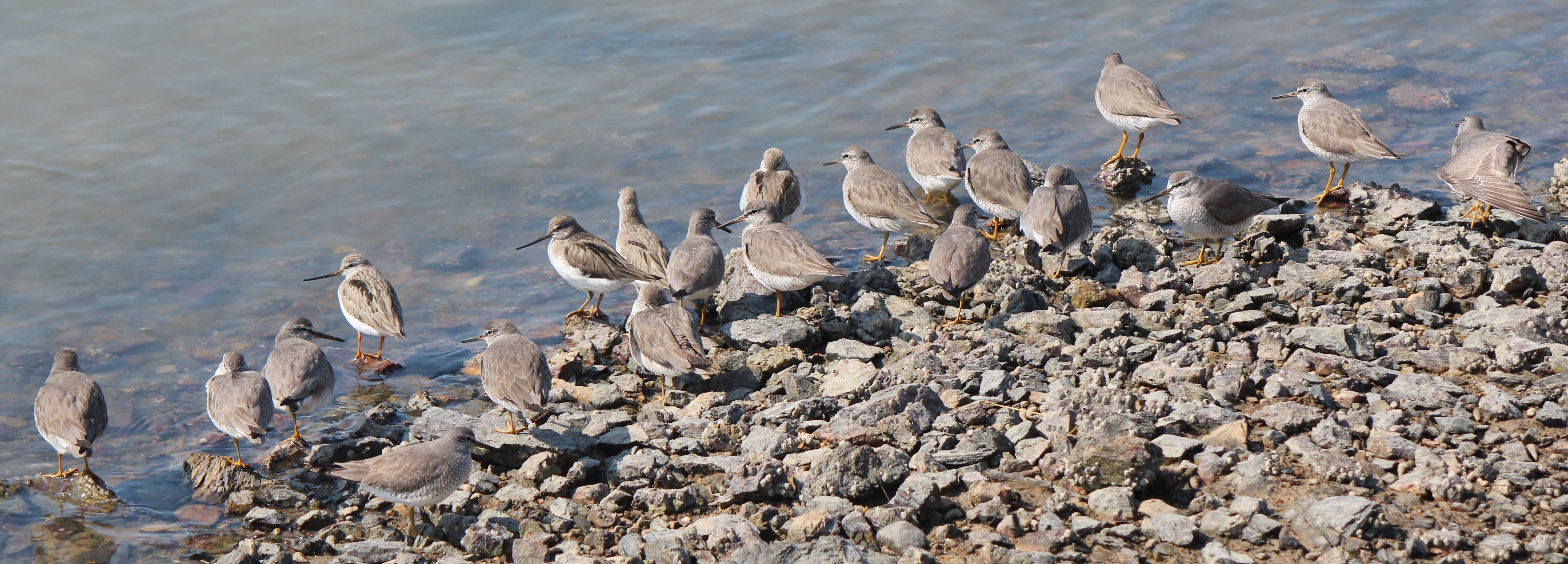
海岸で休息する群れ
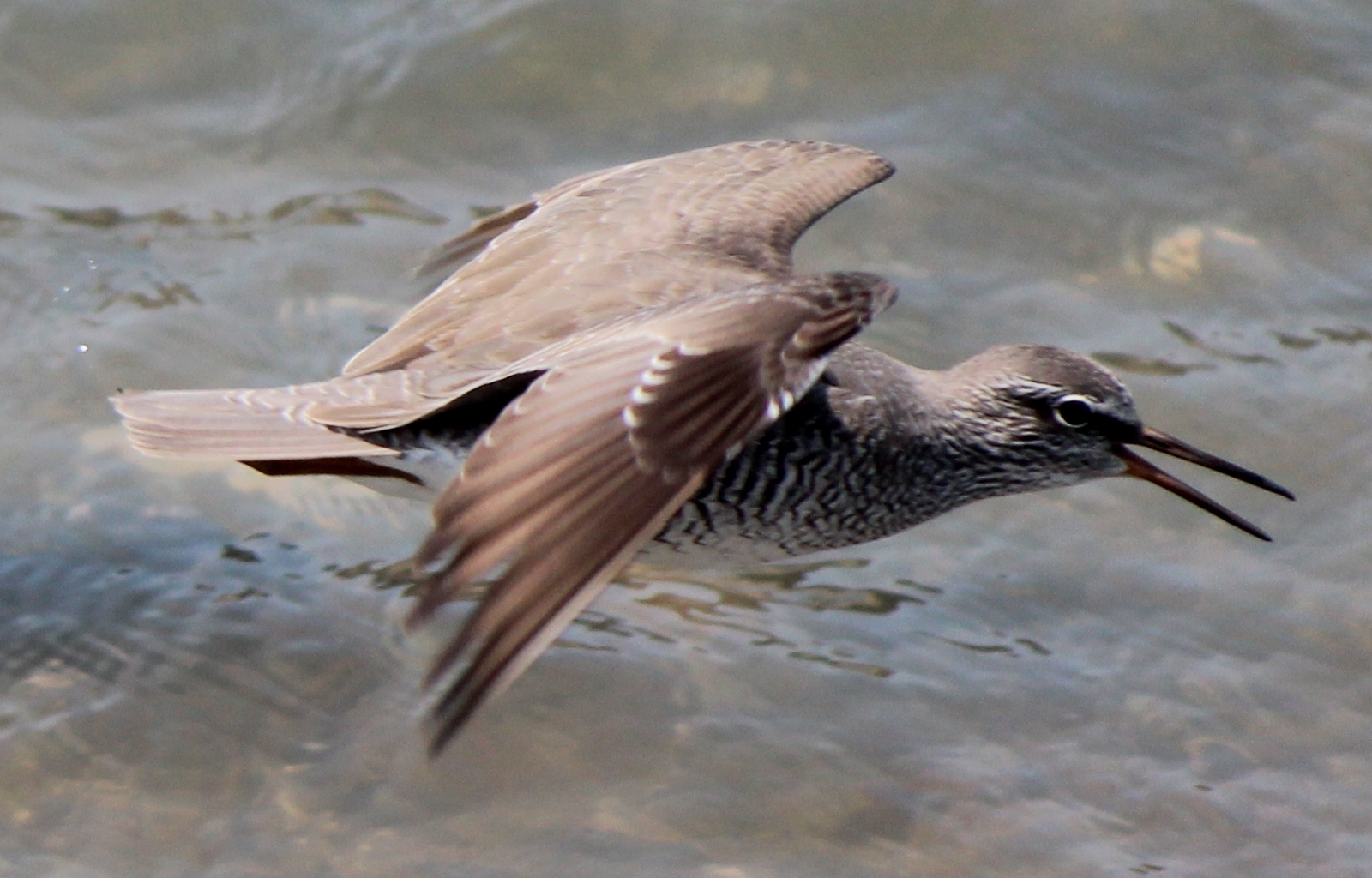
飛行の様子

## 種の保全状況評価
国際自然保護連合（IUCN）により、軽度懸念（LC）の指定を受けている。
日本の以下の都道府県でレッドリストの指定を受けている
- 絶滅危惧II類 - 東京都（区部、北多摩、南多摩、西多摩）[6]、神奈川県（非繁殖期）[7]
- 一般保護生物（C） - 千葉県（環境省の絶滅危惧II類に相当。旅鳥として、干潟や湿地に飛来する。）[8]
- 準絶滅危惧 - 京都府（近年飛来数が減少している。）[9]、大阪府[10]
- 希少種 - 滋賀県（環境省の準絶滅危惧に相当）[11]

## 近縁種
- オオキアシシギ Tringa melanoleuca
- コキアシシギ Tringa flavipes
- メリケンキアシシギ Tringa incana